# Cheryl Lynn
Lynda Cheryl Smith, (Los Angeles, 11 de março de 1957), mais conhecido pelo seu nome artístico Cheryl Lynn, é uma cantora de disco, R&B e soul. Ela é mais conhecida por seu discohit de 1978, "Got to Be Real".

## Discografia[2]
- 1978: Cheryl Lynn (Columbia) - US Pop #23, US R&B #5
- 1979: In Love (Columbia) - US Pop #167, US R&B #47
- 1981: In The Night (Columbia) - US Pop #104, US R&B #14
- 1982: Instant Love (Columbia) - US Pop #133, US R&B #7
- 1983: Preppie (Columbia) - US Pop #161, US R&B #8
- 1985: It's Gonna Be Right (Columbia) - US Pop #202, US R&B #56
- 1987: Start Over (Manhattan) - US R&B #55
- 1989: Whatever It Takes (Virgin) - US R&B #42
- 1995: Good Time (Avex Trax)